# Robert Taylor (attore australiano)
Robert Taylor (Melbourne, 1963) è un attore australiano.

## Biografia
Taylor è famoso per aver interpretato ruoli come lo sceriffo Walt Longmire nella serie televisiva Longmire, l'Agente Jones nel film Matrix o il capitano dell'Athena in Kong: Skull Island.

## Filmografia parziale

### Cinema
- Matrix (The Matrix), regia di Andy e Larry Wachowski (1999)
- Vertical Limit, regia di Martin Campbell (2000)
- The Hard Word - Colpo perfetto (The Hard Word), regia di Scott Roberts (2002)
- Ned Kelly, regia di Gregor Jordan (2003)
- Rogue, regia di Greg McLean (2007)
- Storm Warning, regia di Jamie Blanks (2007)
- Long Weekend, regia di Jamie Blanks (2008)
- Coffin Rock, regia di Rupert Glasson (2009)
- Focus - Niente è come sembra (Focus), regia di Glenn Ficarra e John Requa (2015)
- The Menkoff Method, regia di David Parker (2016)
- Kong: Skull Island, regia di Jordan Vogt-Roberts (2017)
- Shark - Il primo squalo (The Meg), regia di Jon Turteltaub (2018)
- Blood Vessel - Nave assassina (Bloode Vessel) (2019)
- Into the Ashes - Storia criminale (Into the Ashes), regia di Aaron Harvey (2019)

### Televisione
- The Feds - miniserie TV (1993)
- Ballykissangel - serie TV (1996)
- Hercules - miniserie TV (2005)
- Satisfaction - serie TV (2007)
- Chuck - serie TV (2007-2012)
- Longmire - serie TV, 53 episodi (2012-2017)
- Wolf Creek - serie TV, episodio 1x01 (2016)
- NCIS: Origins – serie TV, 4 episodi (2024)

## Doppiatori italiani
Nelle versioni in italiano delle opere in cui ha recitato, Robert Taylor è stato doppiato da:
- Mario Cordova in Longmire, Focus - Niente è come sembra, Shark - Il primo squalo
- Vittorio De Angelis in Vertical Limit
- Gianni Giuliano in Dolly Parton: Le corde del cuore
- Gerolamo Alchieri in NCIS: Origins